# Jégkorong a 2006. évi téli olimpiai játékokon
A 2006. évi téli olimpiai játékokon egyaránt rendeztek női és férfi jégkorongtornát. A nők tornája február 11. és 20. között, a férfiaké február 15. és 26. között tartott.
A női tornán a címvédő Kanada kétséget sem hagyott afelől, hogy melyik a világ legjobb csapata. Magabiztosan, 100%-os teljesítménnyel, 46:2-es gólkülönbséggel nyerték a tornát.
A férfi tornán a finnek ugyancsak veretlenül jutottak el a döntőig, de – a csoportmérkőzések során még halványabban szereplő – Svédország az utolsó harmadban lőtt góllal eldöntötte a mérkőzés, és egyben az első helyezés sorsát. Ezzel Svédország 12 év után megnyerte második olimpiai aranyát ebben a sportágban.

## Éremtáblázat
(A rendező ország csapata eltérő háttérszínnel, az egyes számoszlopok legmagasabb értéke, vagy értékei vastagítással kiemelve.)
| A 2006. évi téli olimpiai játékok éremtáblázata jégkorongban | A 2006. évi téli olimpiai játékok éremtáblázata jégkorongban | A 2006. évi téli olimpiai játékok éremtáblázata jégkorongban | A 2006. évi téli olimpiai játékok éremtáblázata jégkorongban | A 2006. évi téli olimpiai játékok éremtáblázata jégkorongban | Olimpia  |
| ------------------------------------------------------------ | ------------------------------------------------------------ | ------------------------------------------------------------ | ------------------------------------------------------------ | ------------------------------------------------------------ | -------- |
|                                                              | Ország                                                       | Arany                                                        | Ezüst                                                        | Bronz                                                        | Összesen |
| 1.                                                           | Svédország (SWE)                                             | 1                                                            | 1                                                            | 0                                                            | 2        |
| 2.                                                           | Kanada (CAN)                                                 | 1                                                            | 0                                                            | 0                                                            | 1        |
|                                                              |                                                              |                                                              |                                                              |                                                              |          |
| 3.                                                           | Finnország (FIN)                                             | 0                                                            | 1                                                            | 0                                                            | 1        |
|                                                              |                                                              |                                                              |                                                              |                                                              |          |
| 4.                                                           | Csehország (CZE)                                             | 0                                                            | 0                                                            | 1                                                            | 1        |
| 5.                                                           | Egyesült Államok (USA)                                       | 0                                                            | 0                                                            | 1                                                            | 1        |
|                                                              |                                                              |                                                              |                                                              |                                                              |          |
| Összesen                                                     | Összesen                                                     | 2                                                            | 2                                                            | 2                                                            | 6        |

## Érmesek

### Férfi torna
| A 2006. évi téli olimpiai játékok érmesei férfi jégkorongban | A 2006. évi téli olimpiai játékok érmesei férfi jégkorongban | A 2006. évi téli olimpiai játékok érmesei férfi jégkorongban | A 2006. évi téli olimpiai játékok érmesei férfi jégkorongban |
| --- | --- | --- | ------------------------------------------------------------ |
| Arany | Ezüst | Bronz |                                                              |
| Svédország (SWE) | Finnország (FIN) | Csehország (CZE) |                                                              |
| Christian Bäckman Niclas Hävelid Kenny Jönsson Niklas Kronwall Nicklas Lidström Mattias Öhlund Ronnie Sundin Daniel Tjärnqvist Daniel Alfredsson Per Johan Axelsson Peter Forsberg Mika Hannula Tomas Holmström Jörgen Jönsson Fredrik Modin Samuel Påhlsson Mikael Samuelsson Daniel Sedin Henrik Sedin Mats Sundin Henrik Zetterberg Stefan Liv Henrik Lundqvist Mikael Tellqvist | Aki-Petteri Berg Lasse Kukkonen Toni Lydman Antti-Jussi Niemi Petteri Nummelin Teppo Numminen Sami Salo Kimmo Timonen Niklas Hagman Jukka Hentunen Olli Jokinen Jussi Jokinen Niko Kapanen Saku Koivu Mikko Koivu Antti Laaksonen Jere Lehtinen Ville Nieminen Ville Peltonen Jarkko Ruutu Teemu Selänne Niklas Bäckström Antero Niittymäki Fredrik Norrena | František Kaberle Tomáš Kaberle Filip Kuba Pavel Kubina Marek Malík Jaroslav Špaček Marek Židlický Jan Bulis Petr Čajánek Patrik Eliáš Martin Erat Milan Hejduk Aleš Hemský Jaromír Jágr Aleš Kotalík Robert Lang Rostislav Olesz Václav Prospal Martin Ručínský Martin Straka David Výborný Dominik Hašek Milan Hnilička Dušan Salfický Tomáš Vokoun |                                                              |

### Női torna
| A 2006. évi téli olimpiai játékok érmesei női jégkorongban | A 2006. évi téli olimpiai játékok érmesei női jégkorongban | A 2006. évi téli olimpiai játékok érmesei női jégkorongban | A 2006. évi téli olimpiai játékok érmesei női jégkorongban |
| --- | --- | --- | ---------------------------------------------------------- |
| Arany | Ezüst | Bronz |                                                            |
| Kanada (CAN) | Svédország (SWE) | Egyesült Államok (USA) |                                                            |
| Becky Kellar Colleen Sostorics Charline Labonté Cherie Piper Cheryl Pounder Caroline Ouellette Danielle Goyette Jayna Hefford Jennifer Botterill Hayley Wickenheiser Kim St-Pierre Vicky Sunohara Cassie Campbell Gillian Ferrari Carla MacLeod Meghan Agosta Gillian Apps Gina Kingsbury Sarah Vaillancourt Katie Weatherston | Cecilia Andersson Gunilla Andersson Jenni Asserholt Ann-Louise Edstrand Joa Elfsberg Emma Eliasson Erika Holst Nanna Jansson Ylva Lindberg Jenny Lindqvist Kristina Lundberg Kim Martin Frida Nevalainen Emilie O'Konor Maria Rooth Danijela Rundqvist Therese Sjölander Katarina Timglas Anna Vikman Pernilla Winberg | Pam Dreyer Chanda Gunn Courtney Kennedy Angela Ruggiero Lyndsay Wall Helen Resor Caitlin Cahow Molly Engstrom Jamie Hagerman Krissy Wendell Kim Insalaco Jenny Potter Julie Chu Kelly Stephens Kathleen Kauth Kristin King Katie King Natalie Darwitz Tricia Dunn-Luoma Sarah Parsons |                                                            |